# おうし座イプシロン星
おうし座ε星（おうしざイプシロンせい、Epsilon Tauri）は、おうし座の方角に位置する橙色巨星である。ヒアデス星団に属する恒星。

## 概要
ヒアデス星団に属しているため、年齢は6億2500万年と精度良く予測されている。その質量の大きさから、スペクトル型がA型の主系列星から巨星に進化したものと考えられている。また、核でヘリウムを燃焼しているレッドクランプと推測されている。
189秒離れたところに見える11等級の恒星と連星であるか見かけの二重星であるかは定かではない。仮に連星であった場合、最低でも8,600au離れた軌道を50万年以上掛けて周回していることとなる。
黄道面に近いところにあるため、おうし座ε星は月や惑星と一緒に昇ることがある。

## 惑星系
2007年に、おうし座ε星の周りを公転している巨大な太陽系外惑星が報告された。惑星はやや楕円の軌道で、1.6年かけて公転する。発見当時は、散開星団中に見つかった唯一の太陽系外惑星だった。ヒアデス星団からはこれ以外の惑星は見つかっていないが、かつてヒアデス星団に属していたと考えられているとけい座ι星も惑星を持つことが知られている。
| 名称 （恒星に近い順） | 質量           | 軌道長半径 （天文単位） | 公転周期 (日) | 軌道離心率    | 軌道傾斜角 | 半径 |
| --------------------- | -------------- | ----------------------- | ------------- | ------------- | ---------- | ---- |
| b（アマテル）         | > 7.6 ± 0.2 MJ | 1.93 ± 0.03             | 594.9 ± 5.3   | 0.151 ± 0.023 | —          | —    |

## 名称
固有名のアイン (Ain) は、アラビア語で「牛の眼」を意味する ʿain al-thaur に由来するが、これは元々はアルデバランのことを指していたものが近年ε星に使われるようになったものである。ジョン・フラムスティードはラテン語で「北の眼」を意味する Oculus Boreusと名付けている。2015年12月15日に国際天文学連合は、Ain をおうし座ε星の固有名として正式に承認した。